# Heaume de Agighiol

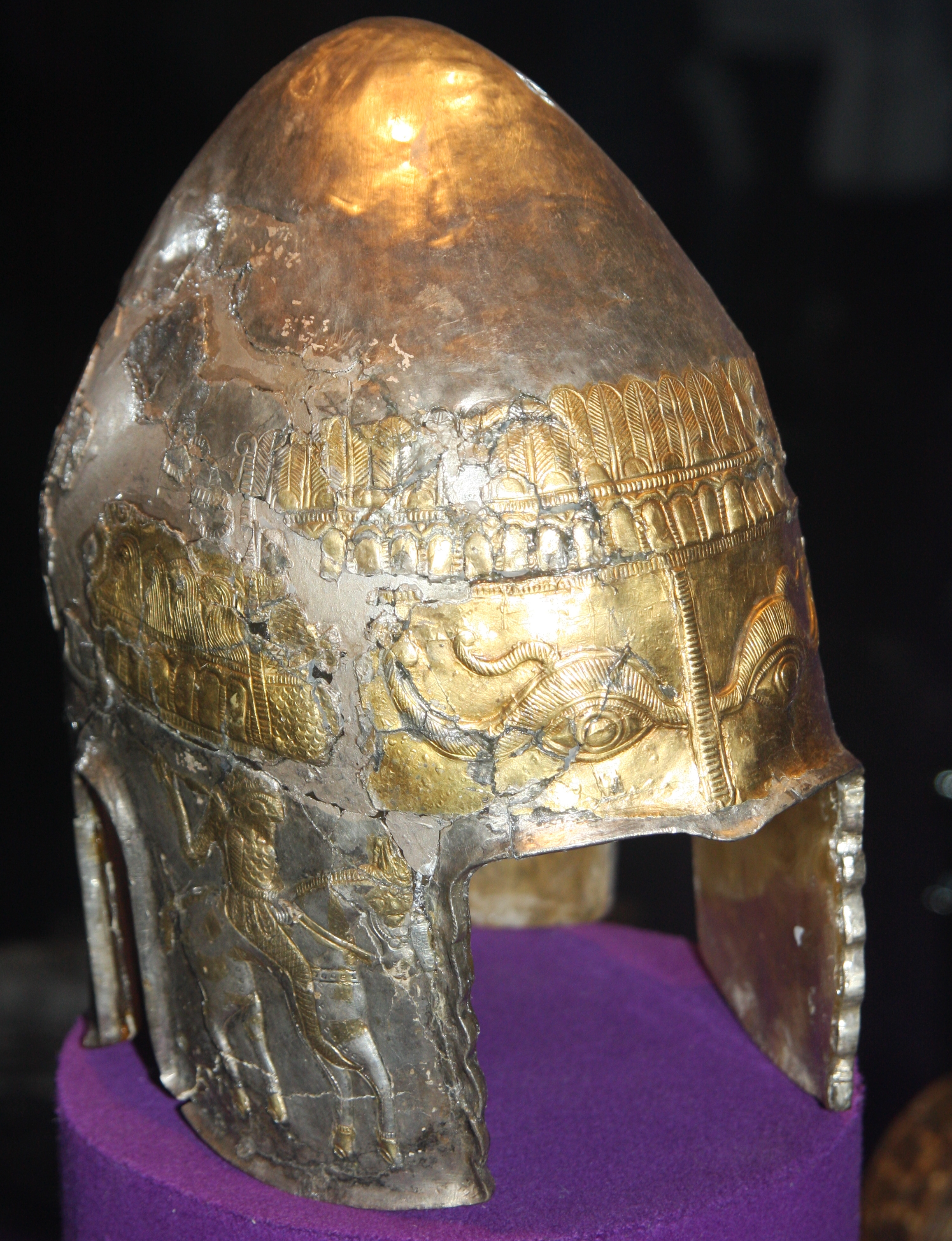
Heaume de Agighiol

Le Heaume de Agighiol (en roumain : Coiful de la Agighiol) est un heaume d'argent Gète datant du Ve siècle av. J.-C. conservé au musée national d'histoire de Roumanie à Bucarest.
Il a été découvert dans la région de Agighiol, dans le județ de Tulcea, en Roumanie.
Il ressemble au casque de Coțofenești et au trois autres heaumes d'or ou d'argent Gètes découverts jusqu'à présent.